# Пезу (Ковильян)
Пезу (порт. Peso) — район (фрегезия) в Португалии, входит в округ Каштелу-Бранку. Является составной частью муниципалитета Ковильян. По старому административному делению входил в провинцию Бейра-Байша. Входит в экономико-статистический субрегион Кова-да-Бейра, который входит в Центральный регион. Население составляет 780 человек на 2001 год. Занимает площадь 11,25 км².